# 朝鲜环境
朝鲜的环境由朝鲜民主主义人民共和国控制的朝鲜半岛部分的各种多样化生态系统组成。其中包括高山、森林、农田、淡水和海洋生态系统。

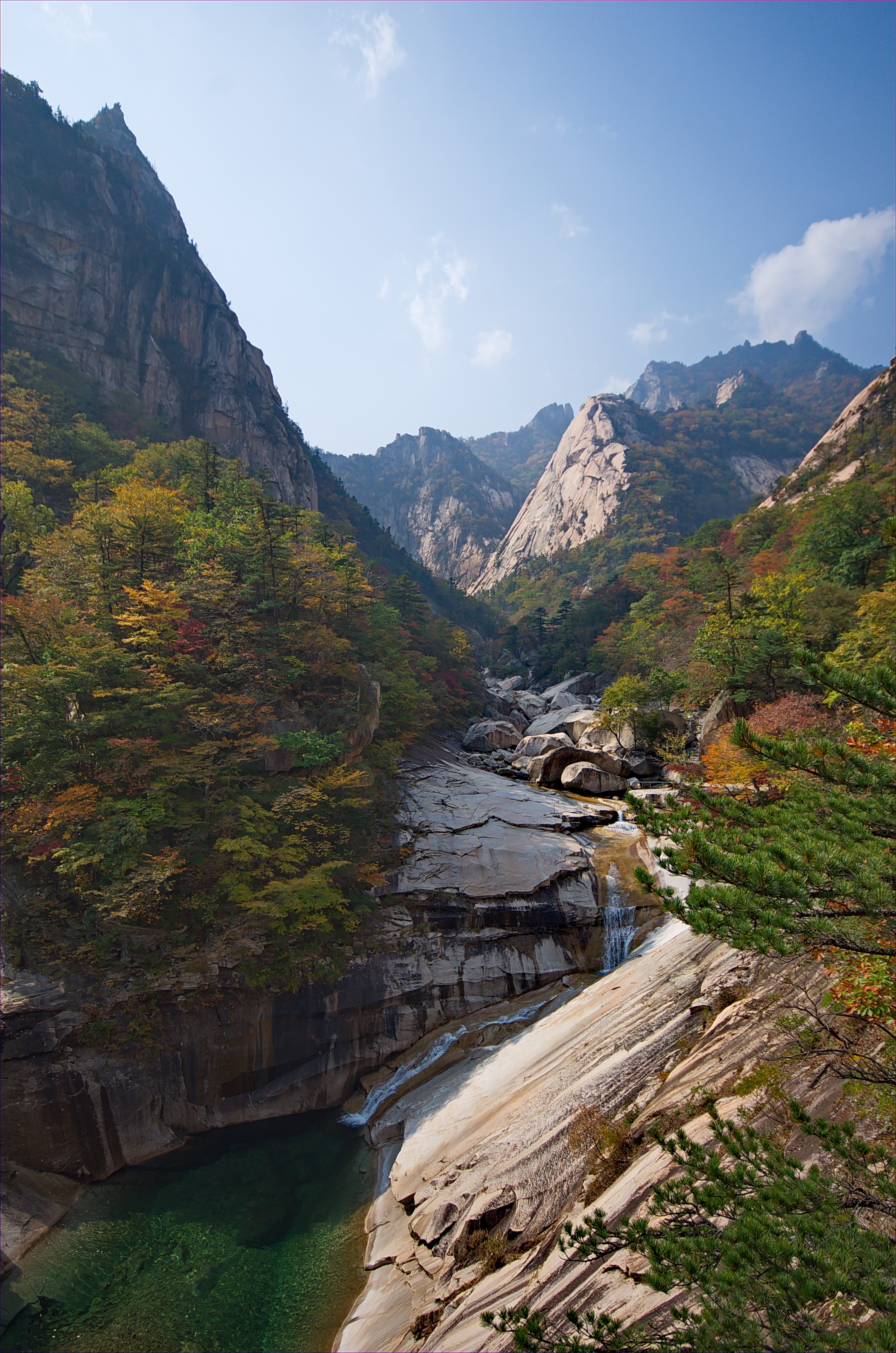
朝鲜金刚山

自 20 世纪 80 年代以来，具报道，朝鲜的环境一直处于 "危机"、"灾难 "或 "崩溃 "状态。其中，污染和森林砍伐是关键问题。然而，这一说法收到了一些人的质疑。此外，朝鲜还制定了一些环境计划来缓解这些问题。

## 概述
朝鲜80%以上的地区是山区，种植主要局限于东部和西部的沿海地带。 根据联合国环境规划署2003年的一份报告，森林覆盖了该国70%以上的面积，其中大部分位于陡峭的山坡上。然而，其他研究表明，由于森林砍伐，森林覆盖率仅为50%左右。朝鲜有九条河流和许多较小的水道。环境也相应具有多样性，包括高山、森林、农田、淡水和海洋生态系统。
由于其地质历史，朝鲜拥有亚热带、温带和寒带的一系列植被，由于海洋性和大陆性气候的共同影响，这些植被能够共存。 气候季节变化明显，夏季温暖，冬季降雪。

## 生物多样性
据报告，2003年朝鲜的动植物物种“丰富”。百分之四的高等植物物种濒危、易危、稀有或正在衰退的状态。据报告显示，百分之十一的脊椎动物物种处于极度濒危、濒危或稀有状态。
2013 年，一个来访的科学家代表团对环境遭到严重破坏的情况进行了报告。他们描述了野生动物的消失，并说 "景观基本上已经死亡"。这种情况被描述为 "严重到可能破坏整个国家的稳定"。
然而，来自新西兰普科罗科罗-米兰达自然保护者信托基金会的一群观鸟者于 2016 年访问了平安南道文德郡的黄海沿岸，并报告说那里的泥滩是鸟类生活的天堂。与附近的中国和韩国相比，那里相对缺乏开发，这为沿东亚-澳大利亚迁飞区迁徙的几种国际重要鸟类提供了避难所，如极度濒危的大杓鹬、白腰杓鹬和斑尾塍鹬。

### 植物区系
朝鲜的植物区系与北半球其他地区的植物区系有很多共同点。已记录的物种有 2898 种，其中14%是特有物种。其中四种被列为濒危物种。
随着耕种和城市化的发展，低地的本土植物群落已基本消失。原生针叶林群落位于高地。森林类型主要为亚寒带（寒带）森林和寒温带森林。

## 环境问题

### 污染

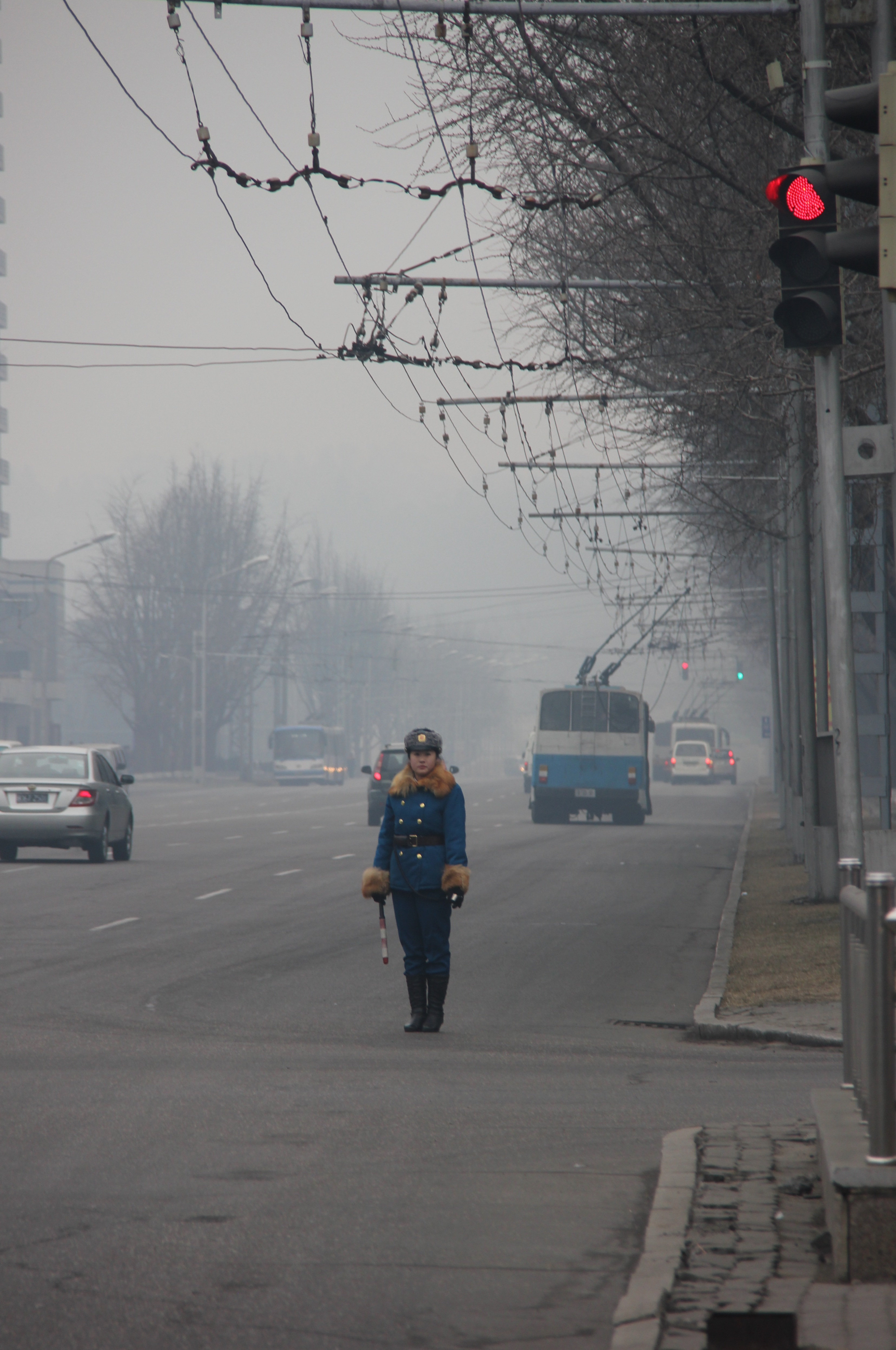
平壤街头的雾

据报道，2003年平壤的空气污染（主要是由于煤炭燃烧造成）令人无法接受。城市地区公共交通的大量使用在一定程度上缓解了这一问题。
2003年，由于环保投入减少，污水和工业污水未经处理不当排放，江河溪流污染“严重”。据报道，流经平壤的大同江水质“正在恶化”，西海水闸的建设加剧了这一情况。 2017年进行的一项调查发现，93%的卫生设施没有与污水系统连接。相反，人类排泄物被用作田地肥料，造成传播肠道蠕虫的潜在健康风险。
并且朝鲜生产大量滴滴涕和其他农药。

### 砍伐森林
人们的耕种、伐木行为和各种自然灾害都给朝鲜的森林环境带来了压力。随着20世纪90年代经济危机的爆发，人们需要林地来提供柴火和食物，这导致了森林砍伐速度加快，反过来又导致了土壤侵蚀、土壤耗竭和洪水风险的增加。
根据2013年的卫星图像估计，自1985年以来，40%的森林植被已经消失。而联合国环境署在2003年报告的森林损耗率要比这小得多。
自2012年起，朝鲜开始实施森林恢复政策，特别是在平壤周围和平安南道的山坡的地区。但是，偏远地区的森林砍伐似乎仍在继续。为防止水土流失和山体滑坡，政策禁止在坡度超过15度的山坡上种植新作物。
2018年，朝鲜的森林地貌完整指数平均得分为8.02/10，在全球172个国家中排名第28位。2019年对朝鲜土地的卫星分析显示，朝鲜的土地中森林占45%，农田占27%，草地占13%。
近年来，朝鲜的森林覆盖率以每年0.2%的速度增长，在2019 年达到45%，尤其是在平壤周边地区，森林重新崛起，但在一些农村地区，由于木材是农村的简易燃料来源，森林砍伐事态仍有发生。

### 气候变化
朝鲜有着极高的气候变化脆弱性，因此极易受到气候变化的影响，这也导致了朝鲜的粮食安全薄弱，过去曾导致大范围饥荒。根据朝鲜土地和环境保护部估计，在1918年至2000年间，朝鲜的平均气温上升了1.9°C。在 2013 年版的德国观察组织的气候风险指数中，朝鲜被评为1992-2011年期间的179个国家中受气候相关极端天气事件影响最严重的第七位。

据估计，2021年朝鲜的温室气体排放量约为5638万公吨。其中最大的原因是由于朝鲜依赖煤炭生产能源。由于朝鲜处于多山的地理位置以及海平面上升和极端天气事件日益频繁，与气候变化相关的最大问题是粮食安全。朝鲜2017年和2018年的低粮食产量导致了约1030万人营养不良。这一挑战以及气候变化对经济增长的破坏可能会破坏朝鲜政府的集权统治，并可能成为未来政权更迭的原因。

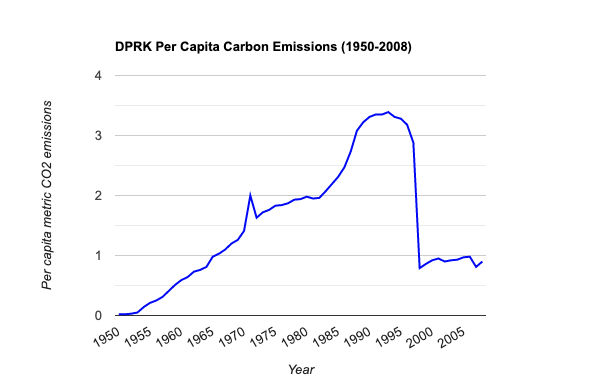
朝鲜人均二氧化碳排放量（1950-2008年）

## 环境计划
为了应对森林砍伐问题，朝鲜实施了植树计划。 2016年，朝鲜中央通讯社报道称，国土环境保护部中央苗圃在过去五年中培育了9000万棵树苗，分发到全国各地。官方声明将非法森林破坏称为“背叛行为”，并威胁要对肇事者处以死刑。 2017年，金日成综合大学宣布开设新的森林科学系。 2018年，朝鲜与韩国达成林业合作协议。
朝鲜政府批准了关于全球变暖的《京都议定书》，并一直与国际社会保持合作以应对气候变化缓解，还投资了开发太阳能和其他可再生能源技术。2017 年，外交部谴责美国政府退出《巴黎协定》。
朝鲜参与了许多国际环境项目，例如保护丹顶鹤。2017 年，平壤主办了湿地和迁徙水鸟保护研讨会，国际自然保护联盟、汉斯-赛德尔基金会和东亚-澳大利西亚迁飞区伙伴参加了研讨会。
在朝鲜，材料回收一直是一种训练，但 2020 年的一项新法律使其得到了更高的重视，并要求各组织进行材料回收。这是规定了某些材料的最低回收量的一项国家回收计划，并对道、郡和市各级也提出了要求。其中，经济原因是这一计划的强大推动力，减少了部分进口。

## 当地照片
|  |  |  |
|  |  |  |
|  |  |  |

## 另参阅
- 朝鲜地理
- 韩国环境（英语）